# Yavanna
Yavanna est un personnage de fiction appartenant au légendaire de l'écrivain britannique J. R. R. Tolkien, qui apparaît notamment dans le roman Le Silmarillion. Elle est l'une des Valar, et son domaine se compose de « toutes les choses qui poussent ». Avant la création d'Arda, elle était la sœur de Melian. Épouse d'Aulë le Forgeron et sœur de Vána, elle est à l'origine de la création des Ents.
Deuxième reine des Valar derrière Varda, l'épouse de Manwë, elle est comptée parmi les Aratar (« Exaltés »), les huit Valar les plus puissants. Les Eldar la surnomment Kementári « Reine de la Terre ».
Sa forme humaine est celle d'une grande femme vêtue de vert, mais elle peut prendre d'autres apparences : « Certains l'ont vue comme un arbre dressé vers le ciel, couronné par le soleil, ses branches déversaient une rosée d'or sur la terre stérile aussitôt couverte par le blé en herbe. Les racines de l'arbre plongeaient dans les eaux de Ulmo et les vents de Manwë murmuraient dans ses branches. »

## Histoire
Pendant que les Valar mettaient en ordre Arda après sa création, elle s'occupa de planter les graines de tout ce qui pousse sur la terre. Elle demanda alors de la lumière à Aulë, il fabriqua les deux Lampes des Valar qu'il porta au milieu des mers. Elles furent remplies par Varda et allumées par Manwë. C'est ainsi que furent créés la verdure, les prairies, les arbres, les forêts et toute la végétation. Elle vécut un moment en Almaren et lorsque Melkor attaqua et détruisit les deux Lampes, elle quitta les Terres du Milieu pour le pays d'Aman aux côtés des autres Valar. Les Valar décidèrent de fortifier l'endroit contre les attaques de Melkor en édifiant de hautes montagnes. Ce pays fut appelé Valinor.
Après la perte de la lumière et lorsque Valinor fut achevé, tous les Valar se rassemblèrent autour de Yavanna pour écouter son chant décrivant les choses qui poussent. Grâce à ce chant et l'aide de Nienna la pleureuse, deux pousses apparurent, grandirent et devinrent les deux Arbres de Valinor, ses plus grandes œuvres. La première pousse devint l'arbre Telperion qui représente la lune et la seconde pousse donna Laurelin qui représente le soleil. Les Arbres devinrent la source de toute lumière de Valinor. C'est à leur création que débuta le compte des jours, basé sur le cycle de leurs éclats, d'environ douze heures.